# Inverurie (circonscription du Parlement d'Écosse)
Inverurie dans l'Aberdeenshire était un Burgh royal qui a élu un Commissaire au Parlement d'Écosse et à la Convention des États.
Après les Actes d'Union de 1707, Banff, Cullen, Elgin, Inverurie et Kintore ont formé le district de Elgin, envoyant un membre à la Chambre des communes de Grande-Bretagne.

## Liste des commissaires de burgh
- 1669–74: James Elphinstone [1]
- 1681–82, 1685–86, 1689 (convention), 1689–93: John Anderson, bailli (déclaré inéligible 1693) [2]
- 1693–1702: Robert Forbes, avocat [2]
- 1702–07: Sir Robert Forbes de Learnie [3]